# Squatina heteroptera
Squatina heteroptera es una especie de elasmobranquio escuatiniforme de la familia Squatinidae.